# Dépôt de munitions des Dix-huit Ponts
Le dépôt de munitions des Dix-huit Ponts (ou arsenal des Dix-huit Ponts) est un dépôt de munitions et de matériel du 1er corps d'armée, aménagé par les Allemands dans une ancienne fortification de pierre blanche et briques rouges en périphérie de la ville de Lille sur le boulevard de Belfort.
Il tient son nom de celui du bastion qui l'a précédé, et qui était composé d’un ensemble de 18 casemates de deux étages en voûte en berceau, chaque entrée de couloir, fermée par de hautes grilles, mesurant environ 4 m de hauteur sur 5 de large. Ces casemates servaient de  magasin à poudre. Elles étaient protégées par un épais merlon de terre. L'apparence de sa façade était celle de 18 arches, à l'origine du nom du dépôt, en plein cintre sur deux étages. Les profonds souterrains étaient protégés par de solides voûtes recouvertes d’un épais remblai.
L'explosion des Dix-huit Ponts, lors de la Première Guerre mondiale, le 11 janvier 1916, a détruit une partie de la ville de Lille.

## Explosion du dépôt des Dix-huit Ponts
La nuit du 11 au 12 janvier 1916, à trois heures du matin, pour des raisons à ce jour inexpliquées (sabotage ou accident), le dépôt explose.
L'ensemble du bastion de pierre et les merlons de terre superficiels sont littéralement volatilisés. L'explosion laisse un énorme cratère d'environ 30 m de profondeur et 150 m de diamètre.
La déflagration est entendue jusqu'au centre des Pays-Bas, où elle est prise pour un tremblement de terre.
Grâce à deux longs et hauts bâtiments industriels récemment construits en béton armé (Usines Wallaert et Leblan), situés entre le dépôt et le centre ville, une grande partie de la ville est protégée de la violence du souffle. L'explosion fait néanmoins voler des vitres en éclats à des dizaines de km à la ronde et de nombreuses toitures sont endommagées par des pierres ou briques tombant du ciel.

### Dégâts physiques
- L'explosion a soufflé la partie du quartier de Moulins qui n'était pas protégée par ces usines récentes.
- 21 usines sont détruites ou gravement endommagées et 738 maisons sont couchées ou pulvérisées par la violence du souffle (dans les rues Kellermann, Desaix, de Trévise, de Ronchin, Alain-de-Lille et sur le boulevard de Belfort). Des milliers d'autres sont endommagées (bris de vitres et de tuiles ou ardoises).

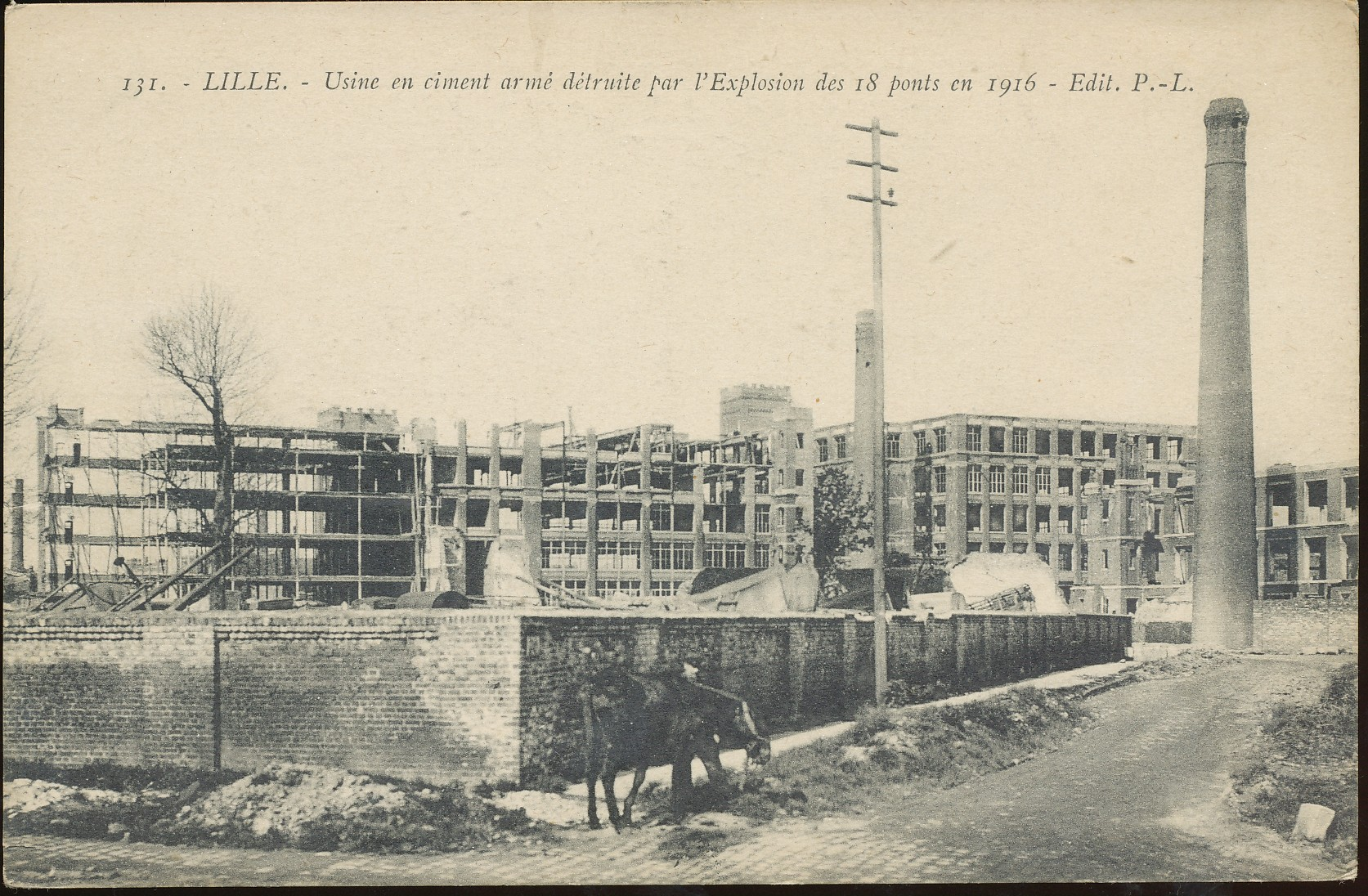
Usine en ciment armé détruite par l'explosion
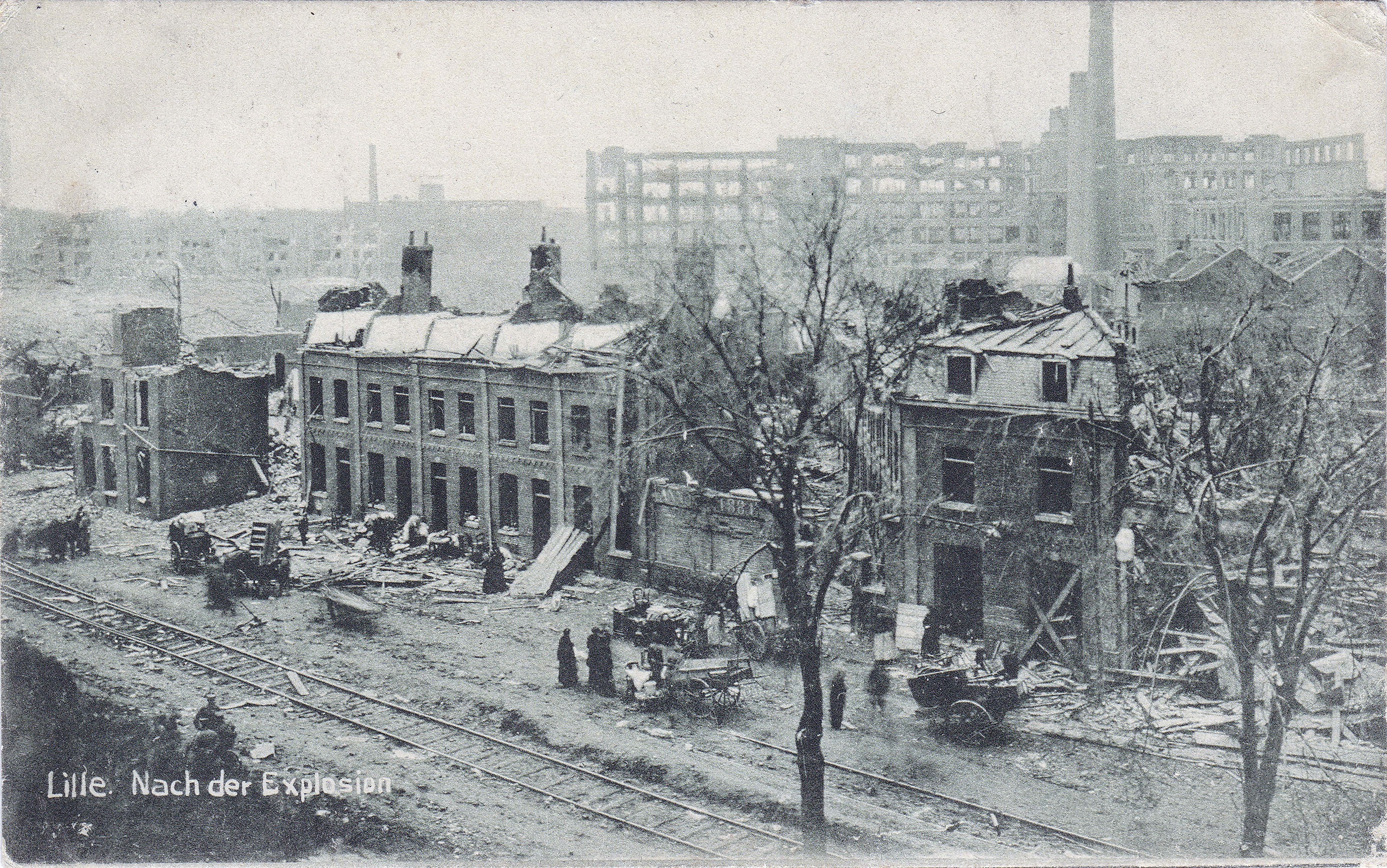
Vue du quartier de Moulins après l'explosion
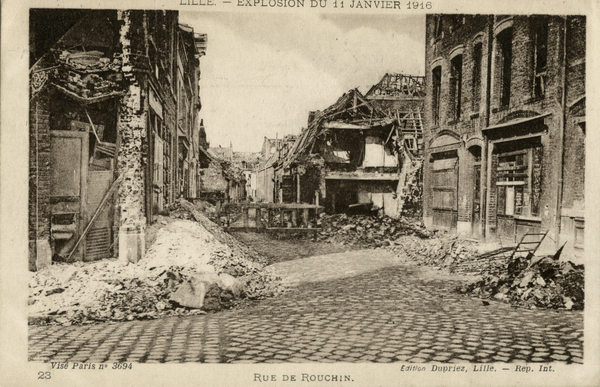
Rue de Ronchin après l'explosion
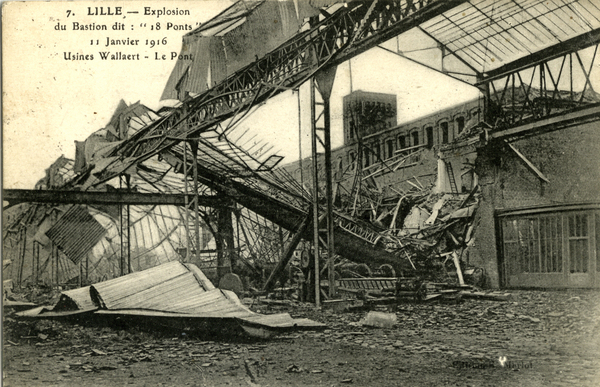
Usines Wallaert après l'explosion

### Dégâts humains
Le bilan officiel est de : 
- 104 morts (106 selon d'autres sources), malgré les efforts de la population et des jeunes sauveteurs de la Croix-Rouge [2].
- 400 blessés (mais il est possible que l'occupant allemand n'ait pas déclaré toutes ses pertes).

### Réactions de l'occupant allemand
L'autorité occupante allemande, via le Gouverneur de Lille annonce une prime à qui dénoncerait un responsable.
1. Dans la nuit du 10 au 11 janvier le dépôt de munitions a fait explosion à Lille. On soupçonne que la cause est due à un acte criminel.
2. Qui pourra donner des indications précises sur le ou les coupables afin qu'on puisse les arrêter et condamner, recevra une récompense de 1 000 Marks.
3. La population est avertie du danger qu'elle court à toucher aux pièces de munitions qui sont dispersées.
4. La Mairie a reçu des ordres de protéger, à partir de ce soir, la propriété privée dans la partie détruite de la ville et d'y exercer la surveillance.
5. Les communications concernant des membres de famille ou parents disparus doivent être adressées immédiatement à la Mairie.

Le bulletin de Lille, journal alors contrôlé par l'armée d'occupation, semble ne pas vouloir donner une grande importance à l'accident, mais ne peut cacher aux Lillois l'ampleur des destructions, ni le nombre important de victimes civiles (l'état civil conserve les traces d'une liste de décès très supérieure à celle des semaines précédentes).
Un Avis aux Sinistrés est publié le 16 janvier 1916 par le même  bulletin : Les personnes ayant éprouvé un dommage matériel du fait de l'explosion du 11 janvier pourront en faire la déclaration, 7, rue de Puébla, les lundis, mardis et vendredis, de 9 à 11 heures, ainsi que tous les après-midi (sauf le mercredi) de 2 à 4 heures.
Ce même jour (le 16 janvier), l'autorité allemande fait savoir que Des essais de tir anglais, sans importance militaire, ont provoqué de nouveau, la nuit dernière, des dégâts considérables dans deux quartiers de la Ville, et inquiété la population. Comme il n'est pas impossible que ces faits se renouvellent, j'invite la population civile à observer les recommandations suivantes :
1. Les caves offrent le meilleur abri contre les obus ;
2. Pour empêcher des incendies, il faut enlever des greniers toutes matières inflammables et préparer, en quantité suffisante, des récipients remplis d'eau ;
3. Tout incendie doit être signalé immédiatement aux postes de police militaire et civile, et aux postes de pompiers ;
4. Des secours médicaux seront donnés, en cas de nécessité, par tous les membres du service sanitaire allemand ou des hôpitaux militaires ;
5. On peut, à tout poste militaire, demander secours pour les travaux de sauvetage des victimes englouties.

L'exécution de l'art. 2 est sous le contrôle de la police militaire. Les infractions seront punies. (Actes de l'autorité allemande, À la population de la Ville de Lille ; Lille, le 16 janvier 1916).
L'administration municipale doit s'entendre avec la Kommandantur pour procurer du logement aux personnes sans abri, à la suite de l'explosion du 11 janvier précisera le dernier bulletin du mois.
________________

## Description par le bulletin de Lille(sous contrôle de l'autorité allemande)de la«Catastrophe de Lille»
« Dans la nuit du 10 au 11 janvier 1916, à 3 heures 1/2 du matin, une explosion terrible a fait trembler le sol de la ville de Lille, et même de la Région. Un dépôt de munitions sautait.
Le violent tremblement de terre qui s'est produit, et l'énorme poussée d'air, ont occasionné, dans la ville de Lille, et spécialement dans le secteur du Sud-Ouest de Lille, des dommages considérables, C'est une véritable dévastation. Des usines ont été jetées bas, des maisons renversées.
À ces dommages matériels, s'ajoute, malheureusement, la perte de beaucoup de vies humaines. Les habitants de ce malheureux quartier, surpris dans leur sommeil, par cette brusque explosion, ont péri, en grande partie, écrasés sous les matériaux de leurs maisons.
Il a été procédé aux opérations de déblaiement, pour la recherche des morts et des blessés, par les pompiers de Lille et par les soldats allemands, que l'Autorité militaire avait envoyés sur les lieux sinistrés, au nombre de plus de 4000. 
Les sauveteurs, qui ont travaillé avec un dévouement admirable, pourraient raconter les plus navrantes histoires.
Les obsèques des victimes (dont nous publions les noms dans ce numéro), ont eu lieu Samedi 15 janvier 1916, à 10 heures 1/2 du matin, aux frais de la ville. 
Sur la place Déliot, en face de l'église Saint-Vincent-de-Paul, dont la façade était complètement tendue de noir, étaient placées 12 plateformes, sur lesquelles étaient rangés 89 cercueils. Aux angles de chacune d'elles, se tenait un pompier. Quelques victimes, réclamées par leurs familles, pour des funérailles individuelles, avaient déjà été inhumées.
Mgr Charost, évêque de Lille, entouré du chapitre de sa cathédrale, et du clergé de toutes les paroisses de Lille, a, du haut du perron de l'église, chanté les prières des morts, auxquelles les chœurs paroissiaux ont répondu, et a parcouru la place, pour donner l'absoute. 
Puis le funèbre cortège s'est mis en marche, et la foule attristée a vu passer, avec une émotion qui allait jusqu'aux larmes, le lugubre défilé des chars funèbres, conduisant à leur dernière demeure, ces personnes, hier pleines de vie, ces voisins qui s'en allaient, côte à côte, ces familles dont tous les membres avaient disparu ensemble, au cimetière du Sud, pour y dormir un éternel sommeil.
Ceux qui reviendront, iront chercher au cimetière les tombes des leurs, pacifiques victimes de la guerre, qu'ils croyaient retrouver, les attendant au foyer de la famille. À ces funérailles, s'était fait représenter son Altesse Royale le prince Rupprecht de Bavière, par un officier d'état major. Y assistaient : M. le Général von Heinrich, Gouverneur de Lille, M. le Général von Graevenitz (de), Commandant de la Ville, accompagnés de leurs officiers d'état major et d'ordonnance, et entourés de plusieurs officiers supérieurs, qui s'étaient joints à eux. 
M. Charles Delesalle, Maire, accompagné de M. Anjubault, faisant fonction de Préfet, conduisait le deuil au nom de la Ville, entouré du Corps municipal, et suivi de toutes les notabilités de la Ville.
Puis, venaient les parents, les amis des disparus, qu'accompagnaient bien des habitants du quartier, surpris d'avoir pu échapper au fléau.
Au cimetière, deux longues fosses attendaient les restes de nos malheureux concitoyens, à qui, plus tard, sera élevé un monument. Mgr Charost a béni le champ de repos.
Sur le tertre, ont été déposées les couronnes envoyées par son Altesse Royale le Prince de Bavière et M. le Gouverneur, par la Ville de Lille, le Comité Hispano-Américain, par des Villes voisines, et par de nombreux parents et amis, ainsi que par diverses sociétés et organisations locales.
Aucun discours n'a été prononcé. Dans les circonstances présentes, ce silence a été plus éloquent que les paroles. »

— Journal, Bulletin de Lille N° 126, du Jeudi 27 janvier 1916, organe bi-hebdomadaire, paraissant le dimanche et le jeudi, publié sous le contrôle de l'autorité allemande 

## Solidarité
La catastrophe laisse de nombreux sans-abri, en pleine guerre et en hiver.

L'Association philanthropique du Nord lance un appel à la solidarité, sollicitant objets de première nécessité (linge, vêtements, objets mobiliers, etc.), et propositions d'hébergement dans des immeubles non occupés. Les habitants sont invités à faire des dons, et seront même prospectés à domicile.

## Séquelles
En termes de séquelles de guerre, cette catastrophe a eu un impact physique et psychologique énorme sur cette partie de la ville.

Du point de vue environnemental, on peut penser qu'un nuage pollué notamment par de la vapeur de mercure émanant des munitions stockées avec les explosifs (les amorces des obus étaient à cette époque toutes constituées de 1 à 2 grammes de mercure, sous forme de 2 à 4 grammes de fulminate de mercure) est retombé sur une vaste zone sous le vent de l'explosion. 

## Mémoire

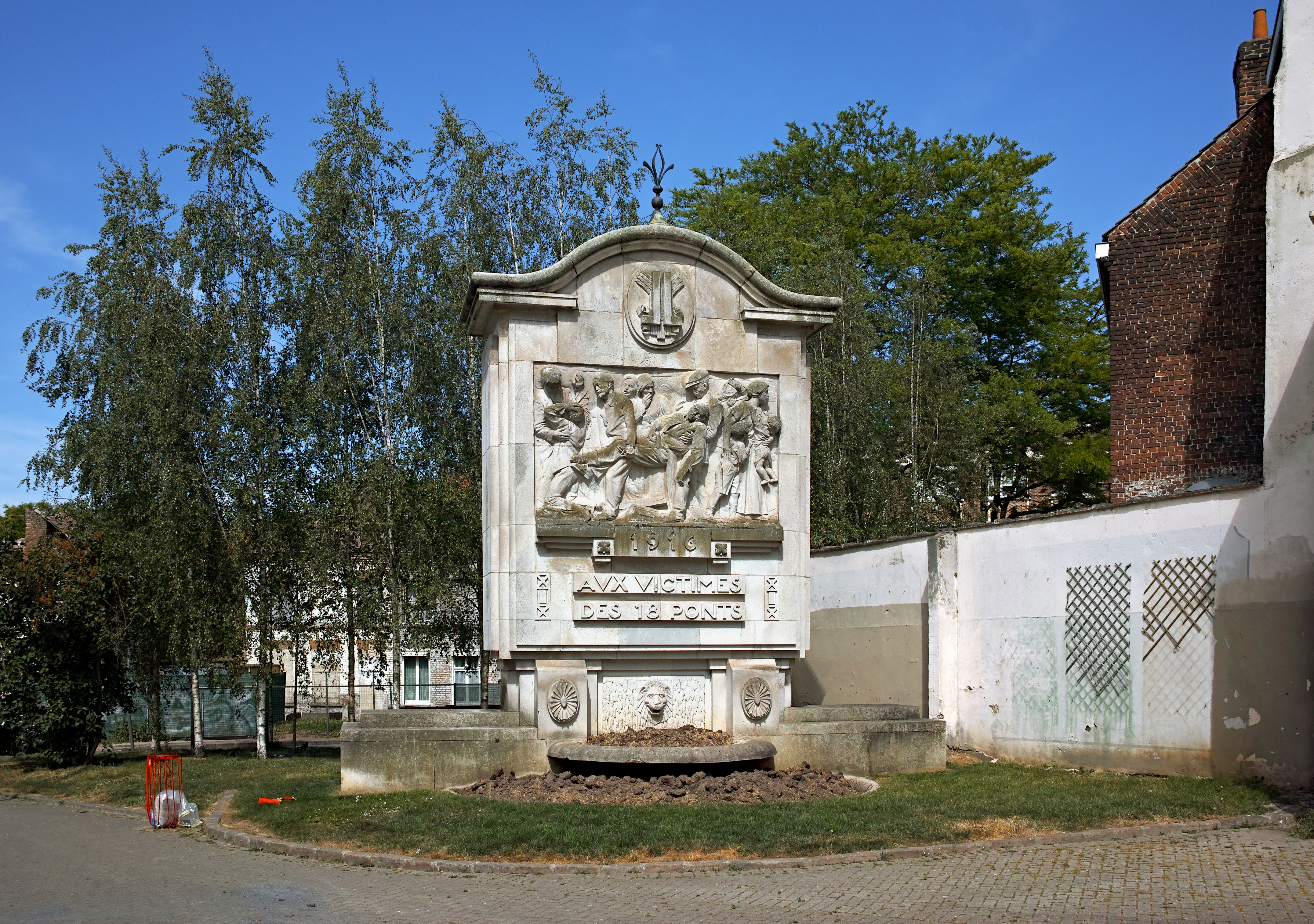
Le monument d'Edgar Boutry à la mémoire des victimes de l'explosion dans le quartier de Moulins

Il ne reste rien du bâtiment, mais la mémoire du site et de l'événement se perpétue, notamment par : 
- le jardin dit « jardin des Dix-huit Ponts », boulevard de Belfort à Lille ;
- une « rue des 18-Ponts » à Lille ;
- un monument situé à l'angle des rues de Douai, de Valenciennes et de Maubeuge, à 500 mètres de l'ancien bastion, sculpté par Edgar Boutry (également auteur du monument Foch, et du « monument aux morts pour la patrie » en 1927[8]).
- le monument aux morts construit près du Palais Rihour dit « Melancolia », conçu par l’architecte Jacques Alleman et sculpté par Edgar Boutry, qui évoque également l’explosion des Dix-huit Ponts.
- un carré au cimetière de Lille Sud.

C'est à la suite de cette catastrophe que le géologue Jules Gosselet meurt d'une maladie contractée alors qu'il tentait, à 84 ans, de sauver une partie des collections de son musée détruit par le souffle et les retombées de l'explosion au bout du boulevard des Écoles (ce qui a pu être sauvé a été depuis rapatrié au muséum d'histoire naturelle de Lille).